# Moldáv labdarúgó-szuperkupa
A Moldáv labdarúgó-szuperkupa (hivatalos nevén: Supercupa Moldovei) egy 2003-ban alapított, a Moldáv labdarúgó-szövetség által kiírt kupa. Tradicionálisan az új idény első meccsét jelenti, s az előző év bajnoka játszik az előző év kupagyőztesével. 
A legsikeresebb csapat a Sheriff Tiraspol gárdája, hat győzelemmel.

## Kupadöntők
| Év   | Győztes                                                           | Eredmény                                                          | Döntős                                                            |
| ---- | ----------------------------------------------------------------- | ----------------------------------------------------------------- | ----------------------------------------------------------------- |
| 2003 | Sheriff Tiraspol                                                  | 2–0                                                               | Zimbru Chișinău                                                   |
| 2004 | Sheriff Tiraspol                                                  | 1–0                                                               | Zimbru Chișinău                                                   |
| 2005 | Sheriff Tiraspol                                                  | 4–0                                                               | Nistru Otaci                                                      |
| 2006 | Elmaradt – a Sheriff Tiraspol nyerte a bajnokságot és a kupát is. | Elmaradt – a Sheriff Tiraspol nyerte a bajnokságot és a kupát is. | Elmaradt – a Sheriff Tiraspol nyerte a bajnokságot és a kupát is. |
| 2007 | Sheriff Tiraspol                                                  | 1–0                                                               | Zimbru Chișinău                                                   |
| 2008 | Elmaradt – a Sheriff Tiraspol nyerte a bajnokságot és a kupát is. | Elmaradt – a Sheriff Tiraspol nyerte a bajnokságot és a kupát is. | Elmaradt – a Sheriff Tiraspol nyerte a bajnokságot és a kupát is. |
| 2009 | Elmaradt – a Sheriff Tiraspol nyerte a bajnokságot és a kupát is. | Elmaradt – a Sheriff Tiraspol nyerte a bajnokságot és a kupát is. | Elmaradt – a Sheriff Tiraspol nyerte a bajnokságot és a kupát is. |
| 2010 | Elmaradt – a Sheriff Tiraspol nyerte a bajnokságot és a kupát is. | Elmaradt – a Sheriff Tiraspol nyerte a bajnokságot és a kupát is. | Elmaradt – a Sheriff Tiraspol nyerte a bajnokságot és a kupát is. |
| 2011 | Dacia Chișinău                                                    | 1–0                                                               | Iskra-Stal Rîbnița                                                |
| 2012 | Milsami Orhei                                                     | 0–0, (b.u. 6–5)                                                   | Sheriff Tiraspol                                                  |
| 2013 | Sheriff Tiraspol                                                  | 2–0                                                               | FC Tiraspol                                                       |
| 2014 | Zimbru Chișinău                                                   | 1–1 (b.u. 4–3)                                                    | Sheriff Tiraspol                                                  |
| 2015 | Sheriff Tiraspol                                                  | 3–1                                                               | Milsami Orhei                                                     |

- h.u. – hosszabbítás után
- b.u. – büntetők után

## Statisztika

### Győzelmek száma klubonként
| Csapat             | Győztes                                | Döntős               |
| ------------------ | -------------------------------------- | -------------------- |
| Sheriff Tiraspol   | 6 (2003, 2004, 2005, 2007, 2013, 2015) | 2 (2012, 2014)       |
| Zimbru Chișinău    | 1 (2014)                               | 3 (2003, 2004, 2007) |
| Milsami Orhei      | 1 (2012)                               | 1 (2015)             |
| Dacia Chișinău     | 1 (2011)                               | –                    |
| Nistru Otaci       | –                                      | 1 (2005)             |
| Iskra-Stal Rîbnița | –                                      | 1 (2011)             |
| FC Tiraspol        | –                                      | 1 (2013)             |